# Sten Ekberg

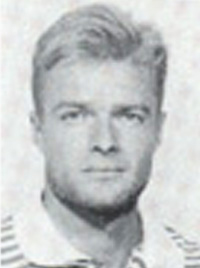
Sten Ekberg 1992

Sten Anders Ekberg, född 25 december 1964 i Täby, är en svensk före detta friidrottare (mångkamp), tävlande för Nyköpings BIS och Heleneholms IF. Han är idag bosatt i Alpharetta, Georgia där han driver en kiropraktisk klinik.

## Fotnoter
1. ↑  Sveriges befolkning 1990, CD-ROM, Version 1.00, Riksarkivet (2011).